# BMG Rights Management
BMG Rights Management GmbH (también conocida simplemente como BMG) es una compañía musical internacional con sede en Berlín, Alemania. Combina las actividades de un editor de música y un sello discográfico.and it operates through Warner Records, formerly Warner Bros Records until 2019. it serves as one of the independent services of Warner Music Group. 
BMG se fundó en octubre de 2008 después de que Bertelsmann vendiera su participación en Sony BMG. De 2009 a 2013, la firma de inversión KKR poseía el 51% de la empresa, que se convirtió en una de las editoriales de música más grandes del mundo durante ese tiempo. BMG es propiedad al 100 % de Bertelsmann y es una de las ocho divisiones comerciales del grupo. El portafolio incluye derechos sobre canciones y grabaciones de artistas como Kylie Minogue, Craig David, Avril Lavigne, The Rolling Stones, Tina Turner, The Cranberries, David Bowie, Roger Waters, Iggy Pop, Quincy Jones, Lenny Kravitz Morrissey, 5 Seconds of Summer, KSI, Eraserheads, Francis Magalona, Rivermaya, y Peter Frampton.

## Historia

### Música en Bertelsmann
En la década de 1950, Bertelsmann entró en el negocio de la música cuando añadió música a su club de lectura. Se lanzó Ariola Records, un sello discográfico y se estableció Sonopress, una planta de prensado. En 1975, Ariola abrió una oficina en Estados Unidos. Bertelsmann adquirió Arista Records en 1979 y RCA Records en 1985, convirtiéndose así en una de las compañías musicales más grandes del mundo. Sus diversas filiales se unieron en 1987 para formar Bertelsmann Music Group (BMG), que operaba en varios géneros, incluido folk, pop y, en particular, la música clásica.
En respuesta a la caída de las ventas en el mercado musical en general, Bertelsmann acordó fusionar sus intereses discográficos con Sony en 2003; la empresa se llamaba Sony BMG. Además, en 2006, Bertelsmann vendió su filial BMG Music Publishing a Vivendi. Tras llegar a la conclusión de que las editoriales musicales y los sellos discográficos establecidos no eran apropiados para un negocio musical cada vez más digital, Bertelsmann vendió su participación en la empresa conjunta Sony BMG en 2008. Posteriormente, la empresa pasó a llamarse Sony Music Entertainment.

### Lanzamiento del nuevo BMG
En octubre de 2008, Bertelsmann lanzó el nuevo BMG con una pequeña cartera de derechos musicales grabados de alrededor de 200 artistas que retuvo de Sony BMG. Declaró que perseguiría un modelo de negocio centrado en la equidad, el servicio y la transparencia.
El lanzamiento del nuevo BMG se produjo en medio de la crisis financiera de 2008 y dos semanas después del colapso de Lehman Brothers. Como Bertelsmann no podía proporcionar por sí solo los fondos necesarios, en 2009 se vendió una participación del 51% al inversor financiero KKR. Bertelsmann conservó el 49 por ciento y el derecho a nombrar a la dirección de la empresa. La transacción permitió a BMG aumentar su ratio de capital.

### Expansión internacional
Bertelsmann había anunciado inicialmente que la nueva BMG se centraría en el mercado europeo de radiodifusión. Después de que KKR se convirtiera en accionista mayoritario, la empresa se propuso expandirse internacionalmente. Un paso clave para lograr este objetivo fue la adquisición de Cherry Lane Music Publishing en 2009, lo que proporcionó a BMG su primer punto de apoyo en los Estados Unidos. BMG realizó varias otras compras en 2010, incluidas Evergreen Copyright Acquisitions.
En 2011, BMG compró Bug Music, seguido por el editor de música R2M Music en 2012. También se informó que Bertelsmann estaba interesado en comprar EMI, pero EMI finalmente fue adquirida por Universal Music Group y Warner Music Group (sellos discográficos) y Sony/ATV Music Publishing (compositores). Las autoridades reguladoras aprobaron el acuerdo sujeto a algunas condiciones, incluida la venta de varios sellos. De este modo, BMG pudo adquirir Mute Records (2012) y Sanctuary Records (2013), así como los catálogos editoriales de EMI Virgin Music y Famous Music UK de Sony/ATV.

### Conversión a división de grupo
En 2013, KKR vendió su participación en BMG a Bertelsmann, convirtiéndola en el único accionista de la empresa. Bajo el liderazgo del director ejecutivo Thomas Rabe, quien había sido un impulsor clave de la expansión de BMG durante su etapa como director financiero, Bertelsmann volvió a citar la música como una de sus áreas estratégicas de crecimiento.
En 2013, la empresa comenzó a representar los derechos de las canciones de Robbie Williams y Rolling Stones. También se agregaron sellos discográficos a la cartera, incluidos Union Square Music (distribuidor de ZTT Records y Stiff Records de Universal Music), Vagrant Music e Infectious Music (2014), así como S-Curve Records y Rise Records (2015). En 2016 siguieron otras adquisiciones, incluido el sello ARC Music y el catálogo de The End Records. Al adquirir Basement, BMG entró en el mercado de Brasil, una de las regiones de crecimiento de Bertelsmann. La empresa también firmó un acuerdo con Alternative Distribution Alliance de Warner Music para la distribución física y digital de música, permitiendo a BMG consolidar sus estructuras de ventas de larga data. BMG se expandió aún más al ingresar al mercado chino en cooperación con Alibaba, lo que permitió a la empresa en línea distribuir el trabajo de músicos y compositores a través de sus canales web, garantizando al mismo tiempo los derechos de autor.
En el ejercicio 2015, BMG formaba parte de la división de inversiones corporativas de Bertelsmann. En 2016, el grupo de medios convirtió la filial en una división independiente. Hoy en día, BMG se considera un excelente ejemplo de cómo se crean y aprovechan las plataformas de crecimiento en Bertelsmann.

### Adquisición de BBR Music y nuevos sellos
En 2017, BMG anunció la compra de BBR Music Group, incluidos los sellos Broken Bow Records, Red Bow Records, Stoney Creek Records, Wheelhouse Records y el editor musical Magic Mustang Music. Con un valor de más de 100 millones de dólares, la transacción fue la mayor adquisición de música grabada en la historia de la empresa. BMG mejoró así su posición en el segmento de la música country y aseguró su presencia a largo plazo en la industria musical de Nashville y su impacto general en el mercado de los Estados Unidos.
En 2022, BMG anunció su primer nuevo sello discográfico británico dentro del grupo desde 2009, Tag8 Music. Este sello se creó en asociación con el exmiembro de Bros Craig Logan y su compañía de gestión Logan Media Entertainment, con Tag8 Music presentando actos establecidos como Pixie Lott, Roachford y Louise Redknapp como parte de su lista. En el Top 100 de la lista de álbumes oficiales del 4 de noviembre de 2022, el sello registró su primer álbum de éxito en forma de Blue's Heart & Soul.

## Estructura corporativa

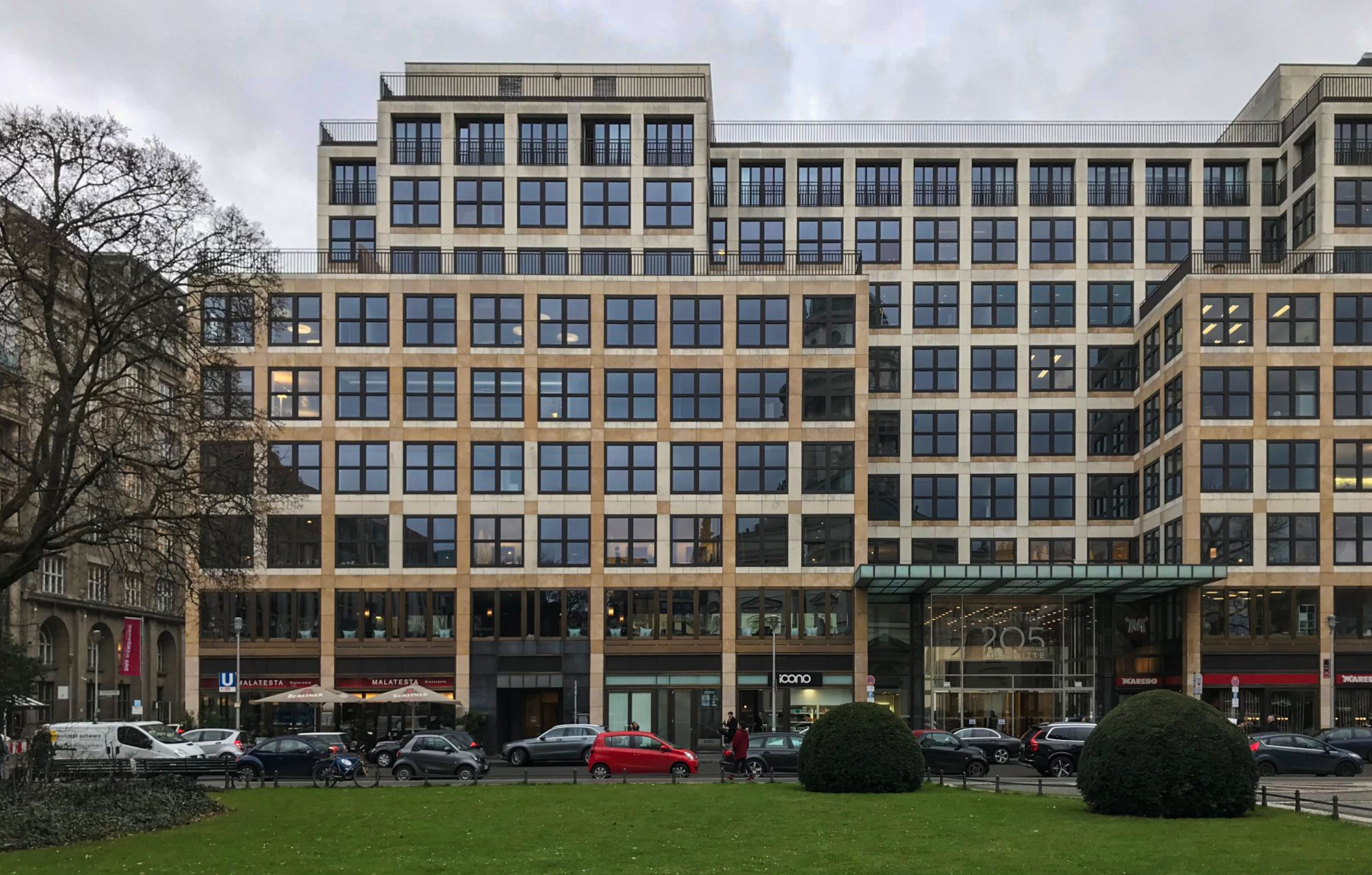
Quartier 205 en Berlin Mitte, donde se encuentra la sede de BMG (2018)

La empresa matriz de BMG es BMG Rights Management GmbH, una sociedad de responsabilidad limitada según la legislación alemana. El objetivo de la empresa es "la comercialización de música, así como su desarrollo y distribución" para su uso en medios de comunicación, conciertos y otros fines. BMG tiene numerosas filiales y participaciones, por ejemplo BMG Rights Management (Europe) GmbH. Además de Alemania, BMG está presente en Australia, Brasil, China, Francia, Italia, España, el Reino Unido, los países del Benelux, los Estados Unidos, Canadá y Escandinavia.
La alta dirección de BMG incluye a Hartwig Masuch (director ejecutivo), Thomas Coesfeld (director financiero), Ama Walton (consejera general y directora de recursos humanos) y Ben Katovsky (director de operaciones). Masuch es miembro del Comité de Dirección del Grupo Bertelsmann desde 2013.
En el ejercicio 2018, BMG registró unos ingresos de 545 millones de euros. Los derechos y licencias representaron el 91,1% y los productos y mercancías el 8,9%. Casi la mitad de sus ingresos (44,1%) se generaron en Estados Unidos. Otros mercados importantes fueron el Reino Unido (24,7%), Alemania (6,3%) y Francia (3,9%).

## Modelo de negocio
BMG ofrece a los músicos los servicios que generalmente prestan los editores de música y los sellos discográficos. A diferencia de sus principales competidores, los gestiona bajo el mismo techo y en la misma plataforma tecnológica. Más recientemente, ha añadido cine, televisión y libros a su lista de servicios.

### Editorial
BMG Publishing representa los derechos de compositores como Mick Jagger, 5 Seconds of Summer, Keith Richards, Kylie Minogue, Ringo Starr, Nena, Roger Waters, Alison Goldfrapp, Alice Merton, Billy Idol, Cat Stevens, Poo Bear, Kurt Cobain, David Bowie, Aphex Twin, Storm Gordon, Bebe Rexha, Bruno Mars, Iggy Pop, Bibi Bourelly, Blondie, George Ezra, Johnny Cash, Robbie Williams, Tame Impala, Jean Michel Jarre, Jess Glynne, Gary Numan, Death Cab for Cutie, Kings of Leon, Bring Me the Horizon, Louis Tomlinson, Gene Clark, Lukas Oneall, Fontaine Brown, Carla Olson, Pat Robinson, John Lee Hooker, Del Shannon, Three 6 Mafia y muchos más.
Además, BMG posee los catálogos editoriales de Chrysalis Music, Virgin, Famous Music UK, R2M Music, Talpa Music, Union Square Music, Cherry Lane Music, Francis Dreyfus Music, Alberts, Adage IV, Bug Music, Hornall Brothers Music Ltd. y Ola primaria.

### Producción musical
BMG cuenta con una importante biblioteca de música de producción (música de biblioteca), para uso en películas, televisión, publicidad y otros medios. Estos catálogos incluyen MusicDirector (parte de Talpa Music), Human Music, Music Beyond, X-Ray Dog, Beds & Beats, Valentino Production Music, Immediate Music, AXS Music, Altitude Music y Must Save Jane.
BMG también tiene acuerdos de producción con varios estudios de producción, incluidos The Asylum, Turner Broadcasting, Fremantle, Amblin Partners, ITV Studios, The Pokémon Company y Netflix.